# ناتالیا فاتایوا
ناتالیا فاتایوا (روسی: Наталья Николаевна Фатеева؛ زادهٔ ۲۳ دسامبر ۱۹۳۴) هنرپیشه اهل اوکراین است.

## گزیده فیلمشناسی
از فیلم‌ها یا برنامه‌های تلویزیونی که وی در آن نقش داشته‌است می‌توان به آنا پاولوا، سلام، این منم! اشاره کرد.

## جوایز
وی برندهٔ جوایزی همچون هنرمند مردمی جمهوری شوروی فدراتیو سوسیالیستی روسیه و جایزه نیکا شده‌است.